# 부평초등학교 (경기)
부평초등학교는 대한민국 경기도 남양주시에 있는 공립 초등학교이다.

## 학교 연혁
- 2010년 3월 1일 12학급 개교, 초대 전혜숙 교장 취임
- 2011년 8월 31일 교실 증축 공사 완공(일반교실 7실, 유치원교실 1실)
- 2012년 3월 1일 제2대 정광옥 교장 취임
- 2013년 12월 31일 교실 증축 2차 공사 완공(일반교실 10실, 특별실 1실)
- 2014년 3월 1일 제3대 조인수 교장 취임
- 2015년 2월 13일 제5회 졸업식(70명 졸업, 누계 282명)
- 2015년 3월 1일 27학급 편성(유치원 2, 특수 1)
- 2016년 2월 5일 제6회 졸업식(누계 370명 배출)
- 2016년 3월 1일 25학급 편성 (특수1, 유치원2)
- 2016년 9월 1일 4대 김은숙 교장 취임
- 2017년 2월 10일 제7회 졸업식(누계 453명 배출)

## 참고 자료
- 부평초등학교 - 한국교육학술정보원 학교알리미